# Autoportret w futrze

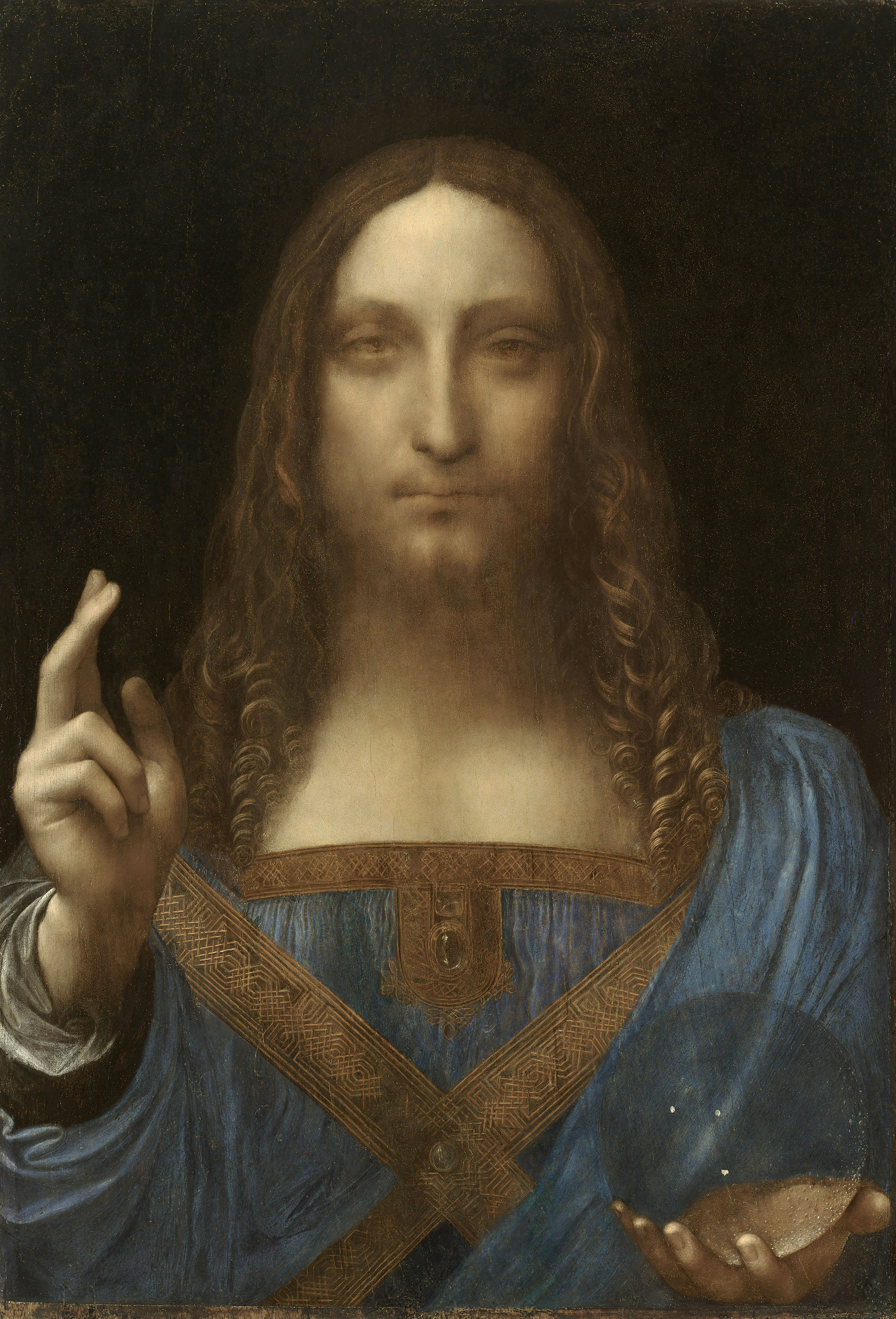
Salvator Mundi autorstwa Leonarda da Vinci, ok. 1500

Autoportret w futrze (niem. Selbstbildnis im Pelzrock) – obraz olejny niemieckiego malarza i grafika Albrechta Dürera.

## Charakterystyka
Dzieło jest jednym z trzech zachowanych autoportretów jakie sporządził Dürer; dwa pozostałe powstały we wcześniejszym okresie, w 1493 (wersja z Luwru) i w 1498 (wersja z Prado). Znany jest również autoportret artysty z 1486 wykonany srebrnym sztyftem na papierze. Autoportret w futrze z monachijskiego muzeum sztuki powstał w 1500, tuż przed 28. urodzinami malarza (był poprawiany w 1520). O dacie powstania świadczą monogram Dürera i data, umieszczone po lewej stronie, oraz łaciński napis po prawej stronie: Albertus Durerus Noricus / ipsum me propriis sic effin / gebam coloribus aetatis / anno XXVIII (Albrecht Dürer, Norymberczyk. Tak siebie przedstawiłem dobrymi farbami, mając 28 lat).

## Opis portretu
Ujęcie postaci nawiązuje do średniowiecznych wizerunków Chrystusa-Zbawiciela, ale w symetrycznej pozie i patrzącego wprost na widza. Zgodnie z tymi gotyckim schematami ikonograficznymi Dürer podnosi ręce do połowy piersi jakby w akcie błogosławieństwa. Jest to jedyny przykład takiego typu portretu w historii sztuki. Według historyka sztuki Erwina Panofsky’ego inspiracją dla Albrechta Dürera do ukazania swojej osoby w takiej formie było dzieło O naśladowaniu Chrystusa autorstwa Tomasza à Kempis, powstałe przed 1418. Według malarza artysta ma do wypełnienia uświęconą misję poznawania i ujawniana prawdy o rzeczach. Takie poglądy zbieżne były z filozofią neoplatońską.
Dzięki zastosowaniu różnych odcieni brązu i prostego czarnego tła artysta osiągnął mroczny nastrój. Jan Białostocki, badając refleksy światła w przedstawieniach oka w sztuce, zauważył, że Dürer zaczął stosować motyw odbicia okna dzielonego na czworo, dzięki czemu na źrenicy zarysował się znak krzyża. Prawdopodobne jest, że refleks okna tego typu pełnił w tym autoportrecie funkcję religijnego symbolu światła.